# 松山千春 BEST
『松山千春 BEST』（まつやまちはる・べすと）は、1987年10月21日、ポニーキャニオンから発売された松山千春の企画ベスト・アルバム。
品番：D32P6131。　

## 収録曲
1. 季節の中で
  - 5thシングルより
2. かざぐるま
  - 2ndシングル
  - 1stアルバム「君のために作った歌」より
3. 時のいたずら
  - 3rdシングルより
4. 青春
  - 4thシングルより
5. 窓
  - 6thシングルより
6. 夜明け
  - 7thシングルより
7. 恋
  - 8thシングルより
8. 雪化粧
  - 3rdアルバム「歩き続ける時」より
9. 大空と大地の中で
  - 1stアルバム「君のために作った歌」より
10. 君のために作った歌
  - 1stアルバムより
11. 空を飛ぶ鳥のように 野を駈ける風のように
  - 4thアルバムより
12. ピエロ
  - 3rdアルバム「歩き続ける時」より
13. 青春Ⅱ
  - 5thシングルc/wより
14. オホーツクの海
  - 1stアルバム「君のために作った歌」より
15. 銀の雨
  - 2ndシングルc/wより
16. 旅立ち
  - 1stシングル、1stアルバム「君のために作った歌」より